# 卑爾根博物館
卑爾根博物館，正式名稱是卑爾根大學博物館，是位於挪威城市卑爾根的一座大學博物館。

## 历史
卑爾根博物館成立於1825年，是卑爾根大學的附屬博物館。1931年，博物館搬遷至現在的地址。現在博物館因整修而暫時關閉。